# 重啟人生
《重啟人生》是日本電視台於2023年1月8日至3月12日播出的週日連續劇，由安藤櫻主演。
臺灣由KKTV於2023年1月9日起跟播。香港及東南亞由GEM TV ASIA於2024年1月12日首播。

## 劇情簡介
在家鄉市公所工作的近藤麻美，與青梅竹馬的夏希（なっち）和美穗（みーぽん）三人一起過著雖然平凡但充實快樂的日子。然而某天，她卻突然因交通事故而喪命。
在死後世界的接待員告知她，來世將轉生為「非人類生物」。正當她感到抗拒時，對方表示只要重來一次人生並積善行、積德，就有可能再次轉生為人類。麻美為了能再轉生為人類，決定重新過一次人生，並保留前世的記憶展開第二輪人生。
憑藉成人的觀察力與思考力，加上對過去事件的記憶，她逐步修正身邊發生的各種問題，努力積德。然而最終她再次因交通事故去世，被告知德行仍不足以轉生為人類後，決定再度重來一次人生。
隨著重來次數增加，過去曾解決的問題不得不一再面對，解決也越來越困難，因為她自身的立場與他人行動交錯變化，使局勢更加複雜。但她依然努力奮鬥，試圖克服重重困難。
進入第4輪人生時，她得知國中時期擔任學生會長的宇野真里（まりりん）也同樣在反覆重來人生。麻美進而得知，在（自己未曾記憶的）真理的第一輪人生中，麻美、真理、夏希與美穗四人曾是要好的朋友。此外，真理為了避免夏希與美穗搭乘的班機發生空難，成為機師並不斷重來人生，但仍無法阻止事故發生，最終只剩麻美一人倖存，她陷入了極度悲傷之中。
後來當麻美再次因事故死亡時，接待員終於告知她來世將可轉生為人類。但她為了拯救三人，決定最後再重來一次，踏上第5輪人生。她與同樣正在重來人生的真理一起成為機師，歷經種種波折與挑戰後，終於成功阻止了飛機事故的發生。
麻美、真理、夏希與美穗四人再次成為要好的朋友，並幸福地生活在一起。麻美最終天年圓滿，安詳離世。
麻美死後，在她老家前方的電線桿上，有四隻鴿子親密地並肩佇立。

## 登場人物

### 好朋友三人組
近藤麻美（こんどう あさみ） / 阿～醬（あーちん）
飾演 - 安藤櫻（嬰兒期：龍野七海、保育園時期：永尾柚乃、小學時期：和田愛海、中學時期：安原琉那、98歲時：石原廣子）
本劇主角。居住在家鄉北熊谷市，任職於市公所，與父母與妹妹同住。與夏希與美穗組成感情深厚的好友三人組。
於2023年1月7日（夜間），在便利商店前撿拾掉落的垃圾時發生車禍，33歲去世。死後由接待人員告知其來世將轉生為瓜地馬拉東南部的大食蟻獸，然而得知可以選擇重啟人生以積德轉生為人，遂展開重啟人生的旅程。
第2輪人生中，憑藉前世記憶自幼開始積德，雖無法超越學生會長宇野真里，仍以比第1輪更優異的成績自中學畢業。雖仍就讀同一所女子高中，但大學改讀藥學系，畢業後於藥局工作。成功避免第1輪死因的交通事故，卻仍於33歲時因車禍去世。積德雖見成效，但仍被告知來世將轉生為印度太平洋的竹筴魚，再度重啟人生。
第3輪中，成績遭宇野真里拉開差距，遂認為使人快樂亦能積德，決定加入日本電視台成為戲劇製作人。在2019年7月10日播出首部監製戲劇《重啟人生》當晚，因觀看預告影片太專注而遭遇車禍，29歲身亡。被告知來世為北海道的紫海膽，再度重啟。
第4輪中，成績超越宇野真里並當選學生會長，進入縣內最優秀的高中，立志成為研究醫師以拯救人命。此時得知真里已經是第5輪人生，且她第1輪時曾與麻美、夏希、美穂為四人好友組（麻美當時活到62歲以後），並已為了拯救日後罹難的夏希與美穗而成為飛行員。後於39歲時於工地事故中身亡，得知來世終於能轉生為人，但為拯救摯友們選擇展開最後一輪人生。
第5輪中，自幼接受真里指導，展開為成為飛行員的人生旅程。成功避免937號班機事故後辭職，轉任市公所職員。58年後與夏希、美穗、真里同住養老院，98歲善終，圓滿落幕。合計活了232年。
門倉夏希（かどくら なつき） / 小夏（なっち）
飾演 - 夏帆（小學時期：小吹奈合緒、中學時期：早瀨憩、老年期：橘侑希）
麻美的小學、中學同學。從第2集角色簿片段可判斷，小學四年級即為同班同學。成年後習慣留短髮，愛穿茶色系衣物。個性上不喜歡介紹人或事物。
米川美穗（よねかわ みほ） / 小美（みーぽん）
飾演 - 木南晴夏（小學時期：前田織音、中學時期：住田萌乃、老年期：內藤律子）
麻美的小學、中學同學。從第2集角色簿片段可判斷，小學四年級即為同班同學。成年後留著中長髮，愛穿茶色系衣物。是三人組中唯一擁有汽車，擔任駕駛。
有知覺過敏的隱性設定。
夏希與美穗總是一起行動。在麻美的第1至3輪人生中三人是好友組合，但在第4與第5輪，因麻美專注於學業（醫學系、飛行員）而逐漸疏遠。
兩人原本命運注定於35歲時因飛機事故罹難，儘管真里不斷重啟人生嘗試阻止，但直到第5輪（麻美的第4輪）仍無法避免悲劇，最終於第6輪（麻美的第5輪）成功避開事故。順利抵達台北機場後，與麻美與真里重逢，恢復為原本的四人好友組。

### 學生時代麻美的關係者
宇野真里（うの まり）／まりりん
飾演 - 水川麻美（第3集、第7集－最終集）（小學時期：板垣樹〈第2、8、9集〉，中學時期：瀧七海〈第2、4、7－9集〉，老年期：仙石みよ子〈最終集〉）
中學三年級時的學生會長，成績優異。她在第4輪人生中與麻美於「ROUND1」拍下大頭貼，之後感情加深，被麻美稱呼為「まりりん」。由於事事完美，甚至被戲稱為「宇野真里時間跳躍說」，實際上她確實是時間跳躍者。她觀察到麻美隨著人生重啟越來越聰明，察覺其可能也是時間跳躍者。於自己第5輪人生中主動向麻美詢問「你這是第幾輪人生？」
初次死亡時被告知來世會轉生為南美的白蟻。
第1輪人生中擔任櫻花保育園保育員，與福田交往，但因靜香介入而遭背叛，之後毆打福田並斷絕關係，並透過電話對靜香口出惡言。
得知第1輪中夏希與美穗於空難中身亡後，自第2輪人生起雖與她們逐漸疏遠，但仍努力成為飛行員欲拯救其性命，直到第5輪人生仍未成功。第5輪結束後被告知來世將轉生成海蟑螂「海濱蝨」。
第6輪中成功阻止937號班機事故後辭去飛行員職務，重返保育園任職。在與夏希、美穗和麻美組成的「4人組」再度聚首後，其綽號由「まっさん」變為「まっちょ」，58年後入住同一間養老院時又被稱為「ぴょろたん」。
福田俊介（ふくだ しゅんすけ）／ふくちゃん
飾演 - 染谷將太（小學時期：塩崎忍）
小學、國中同學。在地的ROUND1員工。
曾為失敗的音樂人，之後與靜香離婚。第2輪麻美原本想勸他別當音樂人，但認為這樣會阻礙他與後妻育有子女，最終未勸說。
第3輪中麻美進入電視劇圈後，福田一邊繼續音樂夢、一邊嘗試演員工作。因某演員因班機停飛無法到場，他作為「背影替身」參演並被稱為「救世主」。
在麻美第5輪人生中晉升為ROUND1的主管。
森山玲奈（もりやま れな）
飾演 - 黑木華（第3集、第7集）（幼稚園時期：鈴木凛子〈第1、6、8集〉，小學時期：本屋碧美〈第2集〉，中學時期：真白莉瑚〈第2、3、7、9集〉）
麻美的朋友。第1輪人生中，由於父親與保育園老師洋子外遇而導致父母離婚，因此離開保育園。第2輪起因麻美干預外遇成功，得以升入相同小學。
第2輪麻美33歲時再會，並介紹藥局同事宮岡（已婚）為交往對象。眾人擔心她會傷心，卻發現她反而透過電話破口大罵並堅決分手。
第3輪後因麻美預先阻止，並未與宮岡發展戀情。第5輪時麻美於保育園時教她預防咒語「ミヤオカサンワキコンシャ」，但29歲與麻美前往夢庵時已忘記。
田上靜香（たがみ しずか）／しーちゃん
飾演 - 市川由衣（小學時期：上村結羽）（第2話・第4話・第7話－最終話）
麻美的小學同班同學。成年後與福田結婚，之後離婚。
在真里的第1輪人生中，曾在她與福田交往期間誘惑福田，導致福田出軌，並因此遭真里透過電話激烈斥責。
丸山美佐（まるやま みさ）／ごんちゃん
飾演 - 野呂佳代（小學時期：羽子田梨杏、中學時期：小澤美優）（第2話・第4話－最終話）
麻美的小學同班同學。根據第2話中「個人資料簿」的場景判斷，為小學四年級時的同班同學。在麻美的第3輪人生中，與她於電視劇《花咲舞不會沉默》拍攝現場重逢，擔任造型師。除金髮、抽菸與腳部刺青外外貌幾乎未變。之後得知當時她已結婚。
在麻美的第4輪人生中，她在夏希、美穗、真里三人的葬禮結束後，與麻美、福田一起到ROUND1通宵。
暱稱從「みさごん」變成「ごんみさ」→「ごんちゃん」→「ちゃんごん」。
加藤直人
飾演 - 宮下雄也（中學時期：藤井優）（第2話・第4話・第7話－最終話）
麻美的同班同學。是她在第1輪人生的初戀對象，但在第2輪以後的麻美得知其成年後模樣後已毫無好感。
成年禮後的同學會在ROUND1的卡拉OK中高唱〈粉雪〉。
島本加奈子（しまもと かなこ）／ぺーたん
飾演 - うらじぬの（小學時期：小嶋咲絢、中學時期：野中梨緒那）（第2話・第4話・第7話－最終話）
麻美的小學同班同學。根據第2話中「個人資料簿」場景判斷，為小學四年級時的同班同學（當時的暱稱應為「かなっぺ」）。在第3輪人生中，她成為新三鄉IKEA的員工。
三田哲夫（みた てつお）／ミタコング
飾演 - 鈴木浩介（第2話・第4話・第7話・第9話）
麻美中學時期的社會科教師。在第1輪人生中因被誤認為電車內的癡漢而辭職，但在第2輪中，麻美恰好在現場拍下影片，證明其清白（此時得知真正犯人是麻美第1輪人生中的上司谷口）。事後，他親自到麻美家道謝，並歸還了中學時期沒收的Game Boy Advance與《逆轉裁判2》。
第3輪人生中，由於麻美在東京拍戲，難以前往拯救他，但得知他已結婚且育有孩子，遂提前結束拍攝趕往埼玉，將其引導至別車廂，成功讓真犯人谷口現行犯逮捕。
第4輪人生中，麻美在即將阻止冤罪時與靜香重逢，便以離婚諮詢為由帶她至Gusto拖延時間，但因靜香想早點離婚，她差點改變歷史，後來被麻美糾正。
田邊勝（たなべ まさる）
飾演 - 松坂桃李（第2話－第4話）
麻美的大學前男友。第1輪人生中，兩人因同為文學部學生而交往，後因田邊沉迷柏青哥並向麻美借款5萬日圓未還而分手。
在第2輪中，麻美改念藥學部，兩人無交集。之後她在商業雜誌上看到他已成為年營收10億日圓的企業家，令她心情複雜。第3輪中，因知道他的潛力而再次交往，但麻美明確反對其賭博行為與生活態度，最終由田邊提出分手。兩人交往2個月後，他的年營收降至9億日圓。

### 麻美的家人
近藤寬（こんどう ひろし）
演出 - 田中直樹
麻美的父親。
近藤久美子（こんどう くみこ）
演出 - 中島ひろ子
麻美的母親。
近藤遙（こんどう はるか）
演出 - 志田未來（幼年期：石塚月雪，幼兒期：佐佐木明杏，老年期：加藤美智子）
麻美的妹妹。會開車並接送麻美。第4輪中因麻美成為天才，被拿來比較而感到辛苦。當時她開玩笑卻一針見血地說出「姊姊是人生第二輪吧」。
曾說自己只會和齋藤工或幾乎是齋藤工的人結婚，但最後嫁給長得像爸爸的中山賢治。
58年後，與孫子一起看著電線上的四隻鴿子。
原田信博
演出 - 綾田俊樹（第3集・第5集・第7集・第9集）
麻美的祖父。麻美第一輪人生時於2016年病逝，第二輪身為藥劑師的麻美發現死因是服用藥物間相互作用不良所致。第三輪麻美憑藉電視劇製作的知識、第四輪以醫學院背景、第5輪則以飛行學校學生的健康管理知識避免藥物誤服，使他獲得正確治療，最終在2024年遙的婚禮上出席。
原田幸（原田サチ）
演出 - 松金米子（第3集・第5集・第7集・第9集）
麻美的祖母。

### 市公所職員（第一輪人生）
第一輪人生中，麻美在「北熊谷市公所」工作的同事們。
河口美奈子（かわぐち みなこ）
飾演 - 三浦透子（第1集・第8集・最終集）
麻美的後輩。於麻美第四輪人生時已經處於第八輪人生的時間旅人，長年重複著自己第一輪的人生。因麻美在第二輪後未再出現在市公所，她察覺對方也是時間旅人。
在第九輪（麻美的第五輪）中，她任職於「日本噴射天空航空公司」的空服員，發現機長中村帶著外遇對象搭乘937號航班進行不倫之旅，便出於過往曾被他投訴的不滿，向其正宮告發，導致中村取消飛行，使得麻美得以接替機長職務。
三年後，因無法適應工時不穩的工作而辭去空服員職務，重新回到熟悉的市公所工作，與麻美成為同事。
谷口裕二
飾演 - 竹森千人（第1集・第2集・第4集）
國保年金課課長，麻美的上司。第二輪人生中，是三田痴漢冤案的真犯人，但因麻美偶然拍攝到的影片被提供給警方而遭到懲戒解雇。在第三輪人生中，麻美讓三田移動到其他車廂，谷口因此被當場逮捕。
緑山春菜（みどりやま はるな）、生田美樹（いくた みき）
飾演 - 佐々木史帆、冨手麻妙（第1集・第3集）
麻美的同期同事。

### 藥局同事（第二輪人生）
第二輪人生中，麻美於「NISHIKA藥局」上元町分店的同事們。
宮岡徹
飾演 - 野間口徹（第3集・第5集・第7集・第9集）
麻美的同事，綽號「蛔蟲」。有個奇怪習慣，即使每天最早到藥局也不主動開門，總是等別人來開。
與麻美的朋友玲奈發展不倫關係，但因麻美透露其已婚身份後遭到分手。據玲奈表示，宮岡私下會用嬰兒語對她說話，還會自拍傳給她。
在第三、四輪人生中，麻美雖無法阻止他與玲奈在夢庵餐廳的接觸，但選擇在藥局上班時直接出面警告，指出他在交換聯絡方式時已摘掉婚戒，並警告他不得招惹玲奈，同時要求他自己開門進藥局。
在第五輪人生中，加入來自第六輪的真里聯手，在夢庵階段即阻止兩人發展不倫關係。
下川祐美
飾演 - 川面千晶（第3集）
藥劑師。認為白袍易沾汙，曾對麻美說「藥劑師應該穿黑袍才對吧」，但她自己的白袍上卻有明顯的黑色污漬。

### 電視台相關人士（第3輪人生）
第3輪人生中，麻美於「日本電視台」工作的同事與相關人物。
臼田麻美
飾演 - 臼田麻美（飾演自己，第4話－第6話）
麻美作為AP（助理製作人）參與製作的電視劇《Woman》與《賣房子的女人》的演員。
與麻美經常共進餐食，培養了深厚的交情，並在麻美擔任製作人首作——日本電視台水曜劇《重啟人生》中擔任主演。
塚地武雅
飾演 - 塚地武雅（飾演自己，第4話・第9話）
出演麻美擔任AP的電視劇《花咲舞不沉默》的演員。在第5輪人生中，麻美小學時的夢中出現。
仲村亨
飾演 - 仲村亨（飾演自己，第5話）
出演麻美參與製作的電視劇《賣房子的女人》的演員。於麻美的妄想中，誤將燈光師金森當成音效師吉田先生。

### 醫學部研究室相關人物（第4輪人生）
第4輪人生中，麻美於「東央大學醫學部研究室」工作的同事與相關人物。
鶴野多江
飾演 - 山田真步（第8話・第9話）
麻美在東央大學醫學部研究室的學姊。曾與麻美在學生餐廳抱怨博士後研究員松田用完顯微鏡後不重新對焦。
在第5輪人生中，麻美擔心自己於第4輪發現的細菌若未能在第5輪再次被發現，將導致無法拯救許多性命，因此試圖將研究內容告訴她；但最終發現該細菌已被其他人發現，因此只是杞人憂天。

### 航空公司相關人物（第5輪人生）
第5輪人生中，麻美於「日本噴射天空航空公司」工作的同事與相關人物。
中村真一
飾演 - 神保悟志（第9話・最終話）
與麻美及真里同為北熊谷出身的前輩，為命運的937號班機的機長。第5輪的真里為避免航空事故，以副機長身分同乘並主張變更航線，但中村不接受變更理由，最終發生事故。
麻美請求他更換飛行班表，但他以若一年未飛往台北該機場，將喪失當地的飛行資格為由拒絕交班。麻美原打算讓他服用會產生類似食物中毒症狀的藥物以使其迴避班機，但航空公司空服員、同為時間旅人的河口美奈子在前一輪人生擔任市公所職員時曾因投訴而與他結怨，並將他帶愛人登機之事密告其妻，最終導致他取消飛行。
堀口聰子
飾演 - 江口德子（第9話・最終話）
麻美與真里的同事，負責調整飛行員班表的排班人員。原本計劃讓麻美擔任937號班機機長，但因中村已被預先安排擔任機長，表示無權更改該安排。

### 就讀保育園時期麻美的相關人物
池脇洋子（いけわき ようこ）
飾演 - 中田久留美（第1話－第3話・第6話）
保育園老師。在麻美的第1輪人生中，被玲奈的父親接近並發展成不倫關係，最終離開保育園。
玲奈的父親
飾演 - 勢登健雄（第1話－第3話・第6話）
在麻美的第1輪人生中，將BB Call號碼交給洋子，兩人因此陷入不倫並導致與妻子離婚。
在第2至第3輪中，麻美搶先洋子取得號碼，並傳送訊息「如果外遇就揭發你」予以警告；第4輪時，麻美則直接向洋子提出「不要外遇」的勸告，成功阻止了不倫關係發展。

### 死後接待所
接待員
飾演 - 笨蛋節奏（第1話・第3話・第6話－第8話）
死後世界的接待人員。告知去世的麻美，她的來世將會是南美的大食蟻獸。當麻美感到困惑時，他指出無法轉生為自己期望的生物，可能是因為前世累積的德行不夠，並讓麻美選擇是轉生還是重啟人生。
當麻美結束第2輪人生後，他告知麻美她容易在壽命以外的意外狀況中死亡的年齡區段是30多歲，以及來世將會是印度太平洋的雙線竹筴魚。同時說明重啟人生的次數因人而異且無法告知，但麻美仍有機會。
當麻美結束第4輪人生後，他告知她來世將會轉生為人類。然而麻美仍希望重啟人生，他則表示下一次將會是最後一次。

### 客串演出

#### 第1集
市民
演 - 矢嶋俊作
在市公所的國民健康保險年金課櫃檯對麻美出言不遜。
警察
演 - 高木トモユキ（第3集）
深夜看到正在徘徊尋找公用電話的幼兒麻美並上前搭話，但麻美逃走了。
真央、早苗
演 - 泉谷星奈（第6集）、吉田萌果（第6集）
麻美保育園時期的同學。邀請她一起玩「美少女戰士月光」的遊戲，但結果幾乎變成鬼抓人。

#### 第2集
站務員
演 - 入江甚儀（第4集）
麻美遇到三田被誤認為痴漢事件時，負責處理的站務員。
北熊谷市市長
演 - 森永徹（第4集、第7至第9集）
平成22年麻美的成人禮典禮上發表致詞。
不良少年
演 - 拓夢（高中時期：上野凱）（第4集、第7至第9集）
在北熊谷市的成人式上登台喝酒鬧事。與第一輪人生的真里是同一所高中的畢業生。
患者
演 - 田野良樹
在藥局中向麻美投訴處理太慢的病患。
塩見まどか、小島乃亞、望美
演 - 深尾あむ（第4、8集）、荒川日向（第4集）、和泉詩（第4集）
麻美高中時期的同班同學。因為まどか交了男朋友，全班舉行了類似記者會般的圍訪。
藥學部女學生
演 - 堀かおり
西埼玉大學藥學部時期的麻美的朋友。
被痴漢的女性
演 - 芦原優愛（第4集）
市公所的谷口課長對其進行痴漢行為的受害女性。

#### 第3集
前野朋哉
飾演 - 前野朋哉（本人飾演，第6集・第8集）
與本劇同時期播出的週三劇集《逆轉交響樂團》中飾演「土井琢郎」的演員。對麻美來說，每當看到他就等於有極高的死亡風險。在第二輪人生中，麻美在騎自行車前往蕎麥麵店途中，因為被偶然遇到的拍攝現場吸引注意力，在穿越十字路口時發生車禍去世。
第三輪人生中，他出演麻美製作的劇集《美好人生重啟》中冴島一角。
第四輪人生中，他出現在眼鏡的廣告中。
藥劑師
飾演 - 簑輪裕太（第5集）
在「杉浦藥局」為信博配藥的藥劑師，為藥物交互作用不當而道歉。

#### 第4集
《Woman》製作人員
幕後花絮攝影
飾演 - 佐藤太助
幕後花絮拍攝工作人員。
副導演
飾演 - 西中ひさあき
《花咲舞無法沉默》製作人員
茂山雅紀
飾演 - BOB
首席副導演。
長山純一
飾演 - 岩永ひひお
攝影部人員。
岩田惠子
飾演 - 金子ゆい
錄音部人員。
金森大輔
飾演 - 佐藤まんごろう（第5集）
燈光部人員。負責《賣房女子》的燈光。在麻美幻想中被仲村徹誤認為是音效人員吉田。
宇多川誠
飾演 - 山口森広
製作部人員。負責調度外景巴士等工作，熟悉交通捷徑。在塚地乘坐的車輛在東名高速遇到塞車時，建議從用賀出口下交流道，走多摩川河堤道繞道。
其他製作人員
飾演 - 中野深咲、藤田啓介、宮島はるか、荒木誠
笹野香織與不明角色
飾演 - 吉田芽吹、篠原美紀
麻美於西埼玉大學文學部的朋友。

#### 第5集
小田
飾演 - 橫內亞弓
日本電視台內麻美的上司。電視劇《賣房子的女人》的製作人。大約中午才上班。
副導演
飾演 - 岡部尚（第6集）
電視劇《賣房子的女人》的副導演。
編劇（今井翔平）、導演
飾演 - 阿部翔平、鈴木隆仁（第6集）
麻美企劃的電視劇《重啟人生》在劇本會議中，認為以麻美重新過人生的經歷作為原型過於平淡，因此決定將劇情改為更戲劇化、拯救更多人的內容。
仲村
飾演 - 佐佐木春香（第6集）
電視劇《重啟人生》的助理製作人（AP）。當麻美因為角色排序的決定陷入苦戰時，前來與她交談。
蘋果醬
飾演 - 蘋果醬（飾演本人）
麻美在家中查找玲奈聯絡方式時，電視中播出節目《蘋果醬的大將飯》的演出者，以模仿武田鐵矢而知名。
向里屋春奈（むりや はるな）
飾演 - 上地春奈
演員經紀公司「HOTATE株式會社」的經紀人。為推銷所屬演員泉祐介，向麻美推薦他出演的三小時舞台劇《舞動男孩》。

山本
飾演 - 佐藤玲（第6集）
ROUND1的兼職店員。麻美透過福田尋找玲奈聯絡方式時來到該店，由於福田未排班，麻美請她當場聯絡卻未能聯絡上。之後福田本人透露與山本在離婚後交往，並於後來結婚並育有子女。
夢庵店員
飾演 - 名取えりか
麻美為阻止玲奈與宮岡再會而前往夢庵時的店員。每次麻美點餐時都會對她說「請慢用」。

#### 第6集
川端、黑幕
演出 - 古川康、矢柴俊博
麻美擔任製作人的劇集《重新人生》的演員。
主婦
演出 - 小林千里
第四輪人生中，麻美早晨在路上打招呼的倒垃圾主婦。
望月舞
演出 - 増田光桜
小學時代與麻美同班的同學。

#### 第7集
中山賢治
演出 - 田村健太郎（第9話・最終話）
遥的男友。由於他造訪近藤家，被誤以為是來提親，實際上只是為了幫忙組裝遙購入的置物櫃。之後與遙結婚。
麻美在第五輪人生辭去飛行員職務時，兩人已有一名女兒。

#### 第9集
教師
演出 - 緒方ありさ
麻美剛上小學時的班導師。
大貫
演出 - 小山弘訓
航空學校的面試官。由於真里進行了多次調查，針對包含佐伯與小林在內的各面試官擬定應對策略，麻美因而能完美作答並通過面試。
高橋、廣川
演出 - 大津尋葵、星川愁
麻美與真里在航空學校的同期生。會用航空業界特有的術語「被戳中笑點（ツボられる，即被嚴厲教官責罵）」來交談。
巡佐
演出 - 中村公隆
在車站前對正在進行街頭演唱的福田進行勸導，稱該處禁止表演。
鈴木泰子（すずき やすこ）／すーさん
演出 - 近藤春菜（以照片登場）（最終話）
夏希的朋友。25年前在ラウンドワン，夏希未介紹她便跑去廁所，導致她與美穗獨處，當時她在夾娃娃機中夾到了「特大百奇」。
北熊谷市的市議會議員，為該市市議選舉候選人之一，隸屬「明政黨」，其選舉海報張貼於布告欄上。
高城（たかぎ）
演出 - 浅野忠信（最終話）
注視準備搭機的麻美與真里的神祕男子。是第二輪的時光旅人，因其想要復合的前妻搭乘了發生事故的台北937班機並喪生，遂試圖說服兩人更改航線。
因未能阻止離婚，以及自稱為時光旅人顯得俗氣，遭麻美與真里私下嘲笑。

#### 最終話
遥的女兒
演出 - 本田涼香
遥與賢治的女兒。
遥的孫女
演出 - 愛由
遥與賢治的孫女。
市民
演出 - 內藤トモヤ
向已辭去飛行員職務、重新回到市公所任職的麻美提出抱怨的市民。

## 製作團隊
- 劇本：笨蛋節奏
- 導演：水野格、狩山俊輔
- 配樂：fox capture plan
- 插入曲：平成時代發燒的流行歌曲及電視劇主題曲
- 總製作人：三上繪里子
- 製作人：小田玲奈、榊原真由子、柴田裕基（AX-ON）、鈴木香織（AX-ON）
- 企劃協力：柵木藝能社
- 製作協力：AX-ON
- 製作著作：日本電視台

## 播出日程
| 集數                                                                      | 播出日期 | 副標題 | 標題 | 導演     | 收視率 |
| ------------------------------------------------------------------------- | -------- | ------ | ---- | -------- | ------ |
| 第1話                                                                     | 1月08日  |        |      | 水野格   | 5.7%   |
| 第2話                                                                     | 1月15日  |        |      | 水野格   | 6.3%   |
| 第3話                                                                     | 1月22日  |        |      | 水野格   | 5.2%   |
| 第4話                                                                     | 1月29日  |        |      | 水野格   | 6.4%   |
| 第5話                                                                     | 2月05日  |        |      | 狩山俊輔 | 6.3%   |
| 第6話                                                                     | 2月12日  |        |      | 狩山俊輔 | 5.9%   |
| 第7話                                                                     | 2月19日  |        |      | 松田健斗 | 6.5%   |
| 第8話                                                                     | 2月26日  |        |      | 水野格   | 6.8%   |
| 第9話                                                                     | 3月05日  |        |      | 水野格   | 7.1%   |
| 最終話                                                                    | 3月12日  |        |      | 水野格   | 6.1%   |
| 平均收視率 6.2%（收視率由Video Research調查關東地區、家戶的即時統計資料） |          |        |      |          |        |

## 插入曲・片尾曲
平成時代的經典名曲被用作插入曲及片尾曲。
| 集數   | 曲名                          | 演唱者          | 發行年份 |
| ------ | ----------------------------- | --------------- | -------- |
| 第1集  | 傳呼機不再響起                | 國武萬里        | 1993年   |
| 第2集  | 我最想要的東西                | 槙原敬之        | 2004年   |
| 第3集  | 加油！                        | 中島美雪        | 1994年   |
| 第4集  | 想要變得溫柔                  | 齊藤和義        | 2011年   |
| 第5集  | 戀之巨無霸                    | 極限髒話樂團    | 2006年   |
| 第6集  | （夕燒鐘聲）                  |                 |          |
| 第7集  | Secret base ～你給我的東西～  | ZONE            | 2001年   |
| 第8集  | 只要笑一笑                    | 吳爾弗斯樂團    | 2002年   |
| 第9集  | 最好的朋友                    | Kiroro          | 2001年   |
| 第10集 | Hello, Again ～在以前的某處～ | My Little Lover | 1995年   |

## 獎項
- 2023年第115回日劇學院賞[78]
  - 最佳作品
  - 最佳女主角（安藤櫻）
  - 最佳女配角（夏帆）
  - 最佳導演（水野格、狩山俊輔、松田健斗）
  - 最佳劇本（笨蛋節奏）
- 2023年第49回放送文化基金獎（日语：放送文化基金）獎勵賞[79]
- 2024年第32回橋田賞[80]

## 外部連結
- 官方网站（日語）
  - 電視劇的X（前Twitter）
  - 電視劇的Instagram帳戶

| 日本 日本電視台 週日連續劇                     | 日本 日本電視台 週日連續劇                 | 日本 日本電視台 週日連續劇 |
| ---------------------------------------------- | ------------------------------------------ | -------------------------- |
|                                                | BRUSH UP LIFE （2023年1月8日－3月12日）    |                            |
| 靈媒偵探·城塚翡翠 （2022年10月16日－12月25日） | 但是，還保有熱情 （2023年4月9日－6月25日） |                            |

| 臺灣 緯來日本台 週一至週五 22:00-23:00          | 臺灣 緯來日本台 週一至週五 22:00-23:00         | 臺灣 緯來日本台 週一至週五 22:00-23:00 |
| ----------------------------------------------- | ---------------------------------------------- | -------------------------------------- |
|                                                 | 人生重來 （2023年5月17日－5月30日）            |                                        |
| 要是說了100萬次就好了 （2023年5月3日－5月16日） | 正直不動產 （重播） （2023年5月31日－6月13日） |                                        |